# 港島西廢物轉運站

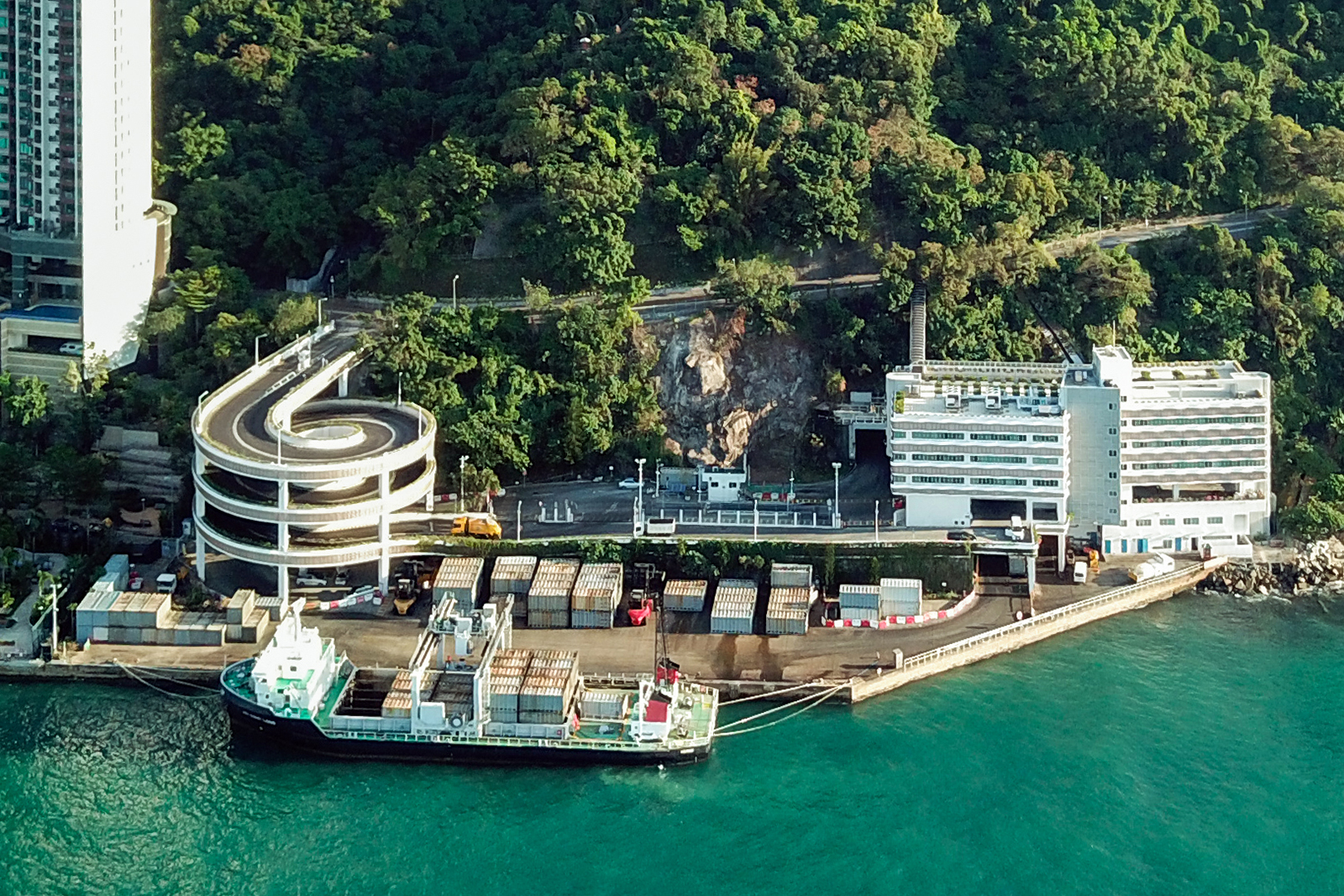
港島西廢物轉運站

港島西廢物轉運站（Island West Transfer Station）是首個在人造洞穴內興建的廢物轉運站，建於海旁村、潮州村等寮屋區舊址，工程耗資6.4億元，每年營運成本為5600萬元。廢物轉運站於1997年12月9日開幕，每日可處理1,000公噸廢物，經處理後的廢物會利用船隻運往新界西堆填區棄置；站內更附設污水處理廠及消除氣味的設備，以免對附近環境構成污染。。